# Piers Morgan Tonight

Piers Morgan Tonight est un magazine télévisé américain animé par le journaliste britannique Piers Morgan et diffusé quotidiennement, du 17 janvier 2011 au 28 mars 2014, sur la chaîne d'information en continu CNN. Elle remplace l'une des émissions les plus populaires de CNN, Larry King Live, animée de 1985 à 2010 par le journaliste Larry King.
Piers Morgan Tonight se présente sous la forme d'un ou plusieurs entretiens. Elle a cessé le 28 mars 2014.